# Халлан-Чеми
Халлан-Чеми (тур. Hallan Çemi) — ранненеолитическое поселение на турецкой провинции Батман в верховьях реки Тигр. Поселение датировано 10 тыс. до н.э. (эпоха ледникового периода) и является старейшим поселением на Земле. Исследовано американо-турецкой экспедицией М. Розенберга 1991-1994 года. В поселении присутствовали круглые в плане (ок 2 метров) каменные дома с гипсовым раствором. Внутри построек выделены очаги с каменными скамейками. Также найдены следы черепов баранов, зубров и оленей. Существует предположение, что в Халан-Чеми могло начаться одомашнивание свиньи. В основе хозяйства охота и собирательство со следами перехода к агрокультурам (обнаружены зернотерки и ступы). 
Предполагается связь с натуфийской культурой и влияние на последующую культуру Чайоню. Палеогенетика ассоциирует жителей этого неолитического поселения с гаплогруппой J2